# Kabinet-Kern
Het kabinet–Kern was de regering van de Oostenrijk van 18 mei 2016 tot 18 december 2017. Het was een regering van de SPÖ en de ÖVP en een voortzetting van het kabinet-Faymann II door bondskanselier Christian Kern (SPÖ), na het aftreden van Werner Faymann op 9 mei 2016. Het telde behalve een nieuwe kanselier drie nieuwe ministers: Thomas Drozda, Jörg Leichtfried en Sonja Hammerschmid op respectievelijk het Bundeskanzleramt, het Ministerie van Onderwijs en het Ministerie van Infrastructuur en een nieuwe staatssecretaris (Muna Duzdar) van de SPÖ. Christian Kern werd op 17 mei 2016 beëdigd, de vier andere nieuwe leden van de regering op 18 mei 2016. De Kanzleramtminister is verantwoordelijk voor de contacten met de coalitiepartner, in dit kabinet de ÖVP.
Op 18 december 2017 werd het nieuwe Kabinet-Kurz beëdigd. De SPÖ zat daarbij niet in de regering. 

## Kabinet–Kern (2016–2017)
| Ambtsbekleder                         | Ambtsbekleder         | Ambtsbekleder                 | Functie(s)                            | Ambtstermijn     | Ambtstermijn     | Partij(en) |
| ------------------------------------- | --------------------- | ----------------------------- | ------------------------------------- | ---------------- | ---------------- | ---------- |
|                                       | Christian Kern        | Christian Kern (1966)         | Bondskanselier                        | 17 mei 2016      | 18 december 2017 | SPÖ        |
|                                       | Reinhold Mitterlehner | Reinhold Mitterlehner (1955)  | Vicekanselier                         | 1 september 2014 | 17 mei 2017      | ÖVP        |
| Minister van Economische Zaken        | Reinhold Mitterlehner | Reinhold Mitterlehner (1955)  | 16 december 2013                      |                  | 17 mei 2017      | ÖVP        |
| Minister voor Wetenschap en Onderzoek | Reinhold Mitterlehner | Reinhold Mitterlehner (1955)  | 16 december 2013                      |                  | 17 mei 2017      | ÖVP        |
|                                       | Wolfgang Brandstetter | Wolfgang Brandstetter (1957)  | Vicekanselier                         | 17 mei 2017      | 18 december 2017 | O          |
| Minister van Justitie                 | Wolfgang Brandstetter | Wolfgang Brandstetter (1957)  | 16 december 2013                      |                  | 18 december 2017 | O          |
|                                       | Wolfgang Sobotka      | Wolfgang Sobotka (1956)       | Minister van Binnenlandse Zaken       | 20 april 2016    | 18 december 2017 | ÖVP        |
|                                       | Sebastian Kurz        | Sebastian Kurz (1986)         | Minister van Buitenlandse Zaken       | 16 december 2013 | 18 december 2017 | ÖVP        |
|                                       | Hans Jörg Schelling   | Hans Jörg Schelling (1953)    | Minister van Financiën                | 1 september 2014 | 18 december 2017 | ÖVP        |
|                                       | Harald Mahrer         | Harald Mahrer (1973)          | Minister van Economische Zaken        | 17 mei 2017      | 18 december 2017 | ÖVP        |
| Minister voor Wetenschap en Onderzoek | Harald Mahrer         | Harald Mahrer (1973)          |                                       | 17 mei 2017      | 18 december 2017 | ÖVP        |
|                                       | Hans Peter Doskozil   | Hans Peter Doskozil (1970)    | Minister van Defensie                 | 28 januari 2016  | 18 december 2017 | SPÖ        |
|                                       | Sabine Oberhauser     | Sabine Oberhauser (1963–2017) | Minister van Volksgezondheid          | 1 september 2014 | 23 februari 2017 | SPÖ        |
|                                       | Alois Stöger          | Alois Stöger (1960)           | Minister van Volksgezondheid          | 23 februari 2017 | 8 maart 2017     | SPÖ        |
|                                       | Pamela Rendi-Wagner   | Pamela Rendi- Wagner (1971)   | Minister van Volksgezondheid          | 8 maart 2017     | 18 december 2017 | SPÖ        |
|                                       | Alois Stöger          | Alois Stöger (1960)           | Minister van Sociale Zaken            | 28 januari 2016  | 18 december 2017 | SPÖ        |
| Minister van Arbeid                   | Alois Stöger          | Alois Stöger (1960)           |                                       | 28 januari 2016  | 18 december 2017 | SPÖ        |
|                                       | Sonja Hammerschmid    | Sonja Hammerschmid (1968)     | Minister van Onderwijs                | 17 mei 2016      | 18 december 2017 | SPÖ        |
|                                       | Jorg Leichtfried      | Jorg Leichtfried (1967)       | Minister van Transport en Technologie | 17 mei 2016      | 18 december 2017 | SPÖ        |
|                                       | Andrä Rupprechter     | Andrä Rupprechter (1961)      | Minister van Landbouw                 | 16 december 2013 | 18 december 2017 | ÖVP        |
|                                       | Sophie Karmasin       | Sophie Karmasin (1967)        | Minister voor Jeugd, Gezin en Vrouwen | 16 december 2013 | 18 december 2017 | O          |
|                                       | Thomas Drozda         | Thomas Drozda (1965)          | Minister voor Kunst, Cultuur en Media | 17 mei 2016      | 18 december 2017 | SPÖ        |

Renner · Figl I · Figl II · Figl III · Raab I · Raab II · Raab III · Raab IV · Gorbach I · Gorbach II · Klaus I · Klaus II · Kreisky I · Kreisky II · Kreisky III · Kreisky IV · Sinowatz · Vranitzky I · Vranitzky I · Vranitzky III · Vranitzky IV · Vranitzky V · Klima · Schüssel I · Schüssel II · Gusenbauer · Faymann I · Faymann II · Kern · Kurz I · Bierlein · Kurz II · Schallenberg · Nehammer · Stocker